# Bernardino Ochino

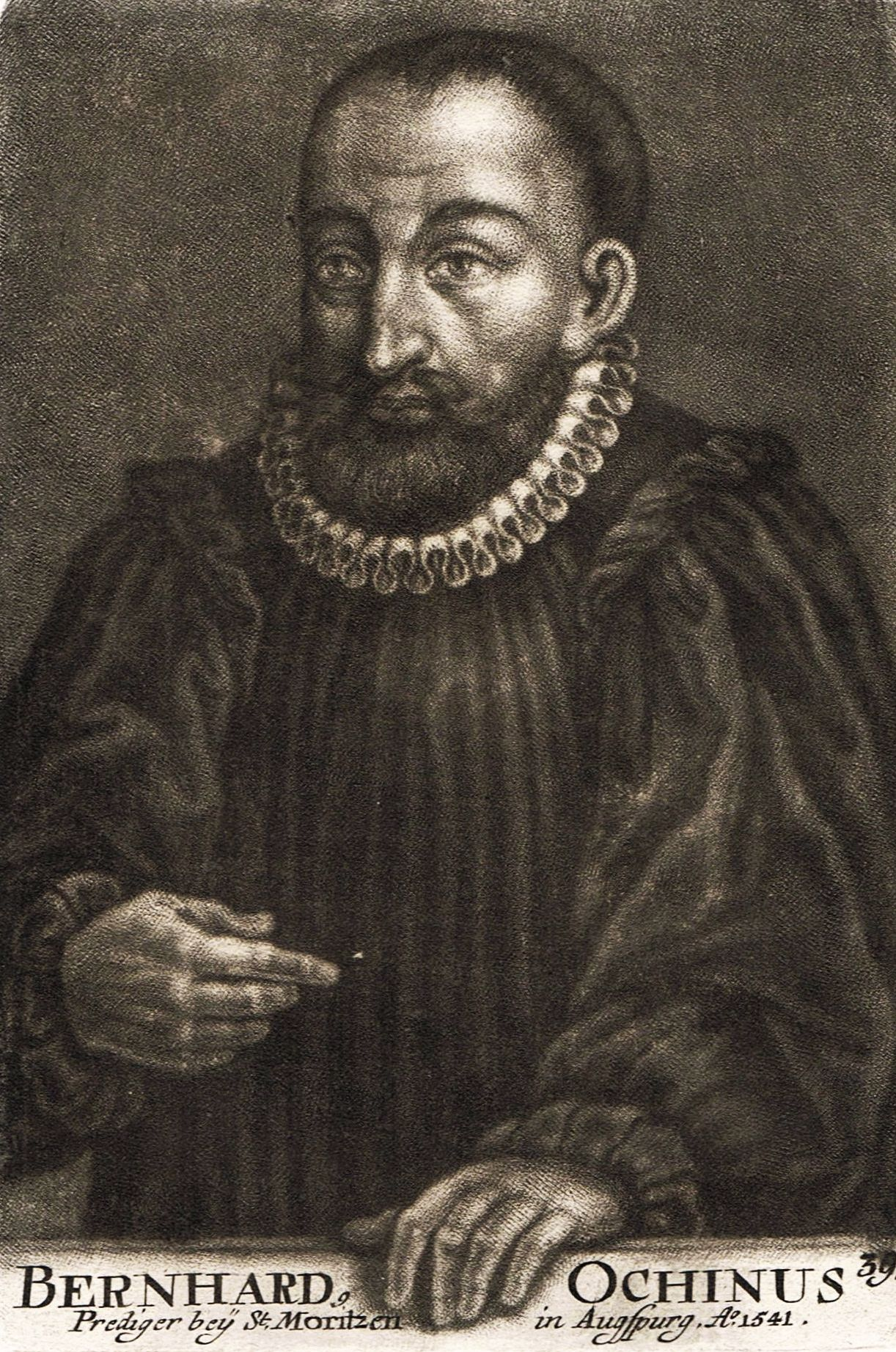
Bernardino Ochino.

Bernardino Tommassini (Siena, Italia, 1487-Austerlitz, en checo: Slavkov u Brna, Moravia, actual República Checa, 1564), llamado Ochino por haber nacido en el barrio sienés de la Oca, fue un elocuente fraile predicador y en su madurez un importante reformador evangélico italiano.

## Biografía

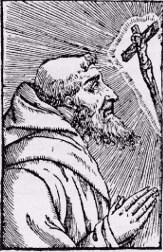
Ochino como fraile capuchino.

Hijo de un barbero llamado Doménico, en 1503 entró Bernardino en la orden Franciscana de los frailes de la Observancia, de la cual llegó a ser su vicario general. En 1510 estudió medicina en Perugia. En 1534 ingresó en la recién fundada orden de los Capuchinos, de la que fue elegido general en 1538. 
Ochino fue el más famoso predicador italiano de su época. De 1534 a 1542 fue solicitado para pronunciar sermones durante la Cuaresma en muchas ciudades italianas. Uno de sus oyentes en Nápoles llegó a decir que "Ochino podía hacer llorar a las piedras". El Cardenal de Venecia Pietro Bembo dijo de él: "Le he escuchado durante toda la Cuaresma con tal placer que no puedo elogiarle lo suficiente". El escritor y poeta Pietro Aretino escribió al Papa Paulo III diciendo: "Bembo ha ganado mil almas para el Paraíso trayendo a Venecia a Fray Bernardino, cuya modestia es igual a su virtud".
En esta época se interesa por las doctrinas de Lutero y Melanchthon. En 1536 conoce en Nápoles al humanista español Juan de Valdés, en cuya casa se reunía una tertulia literaria y religiosa, en la que participaban entre otros los humanistas Vittoria Colonna y Marcantonio Flaminio, nobles como Giulia Gonzaga, el teólogo agustino Pietro Martire Vermigli, el monje benedictino Benedetto Fontanini y el que fuera secretario del Papa Clemente VII Pietro Carnesecchi.
En 1542 es acusado por la Inquisición de utilizar expresiones heréticas en los sermones de la Cuaresma en Venecia. Se le prohíbe predicar y es citado a Roma. Antes de ir a Roma, se entrevista en Bolonia con el cardenal Gasparo Contarini y con Peter Martire en Florencia. Consciente del peligro que corría, emigra a Ginebra, Suiza, con la ayuda de la Duquesa Renata de Ferrara, la futura Renata de Francia.
Ochino huyó a Suiza en agosto de 1542; en Zúrich se entrevistó con el reformador Enrique Bullinger y posteriormente vivió en Ginebra durante tres años. En esta ciudad predicó a la pequeña comunidad italiana y se dedicó a escribir. Publicó en italiano siete volúmenes de sermones y ensayos teológicos. 
En 1545, con una recomendación de Calvino a Myconius, se mudó a Basilea, donde trabajó con Sebastian Castellio. En Augsburgo obtuvo un empleo fijo como predicador de los extranjeros. En esta ciudad estaba ya casado, aunque se ignora cuándo y dónde se casó. Después de la Batalla de Mühlberg (1547) y la derrota de la Liga de Esmalcalda, el emperador Carlos V reclamó la entrega de Ochino, quien huyó con la ayuda de las autoridades locales a Zúrich, y de aquí con su amigo Pedro Mártir se fueron a Inglaterra. En Londres vivió hasta 1554 predicando a los comerciantes y refugiados evangélicos italianos y recibiendo un salario del rey Eduardo VI. En Londres escribió el drama teológico contra el papado titulado "Una tragedia o Diálogo sobre la primacía injusta y usurpada del Obispo de Roma".
Ochino tuvo que abandonar Inglaterra durante la persecución de María Tudor contra los anglicanos. Se instaló en Zúrich como pastor de una comunidad de italianos. Aquí escribió un catecismo para su comunidad y dos obras: Laberintos y Treinta Diálogos. Fue acusado injustamente de defender la poligamia en uno de dichos diálogos y de ser tibio defendiendo la Trinidad, por lo que perdió su empleo y tuvo que abandonar la ciudad. Regresó a Basilea, de donde fue también expulsado, y de allí se fue a Núremberg, instalándose finalmente en Polonia. Expulsado de Pinczow en 1564 a causa de la peste, perdió a tres de sus hijos y él mismo cayó enfermo, muriendo unas semanas después en Austerlitz, Moravia. Sus últimas palabras conocidas fueron: "Yo no he querido ser seguidor de Bullinger, ni calvinista, ni papista, sólo ser cristiano".
Ochino despertó simpatías por cuestionar la Trinidad entre diversos antitrinitarios italianos contemporáneos, como Giorgio Blandrata. Su pensamiento también influyó en autores como Fausto Socino y John Milton.

## Obras
- Nueve sermones, Venecia 1539.
- Siete Diálogos, Venecia 1541.
- Prediche, Ginebra, 1542-1544.
- Una Tragedia o Diálogo sobre la Primacía injusta y usurpada del Obispo de Roma, Londres, 1549
- Laberintos, Basilea, 1561.
- Treinta diálogos, Basilea, 1563.